# خلية سلفية
الخلية السلفية، (بالإنجليزية: Progenitor cell)‏ كالخلايا الجذعية (stem cell's)، هي خلايا غير متخصصة، لديها القابلية للتمايز إلى خلايا أخرى متخصصة.
إلا أن الخلايا السلفية أكثر تمايزا وتخصصا نحو أنسجة معينة. الفارق الأهم بين هذه الخلايا أن الخلايا الجذعية بإمكانها الانقسام بشكل مستمر، أما الخلايا السلفية فمدة الانقسام محدودة ومحصورة بفترة قصيرة. الجدل حول التعريف الدقيق لهذه الخلايا ما زال يتطور. قد يستخدم مصطلح الخلايا السلفية كمرادف للخلايا الجذعية.

## مصطلح الخلية السلفية
عادةً ما يستخدم مصطلح (الخلية السلفية)، أو (الخلية الجذعية السلفية)، لوصف الخلايا التي تنقسم بشكل سريع، لكنها لم تتمايز بعد. وتصلِح الخلايا الجذعيةُ السلفيةُ البالغةُ الأنسجةَ، بإنتاج أنواع الخلايا المتخصصة المطلوبة للحفاظ على إعادة التكوين الطبيعي للأعضاء المتجددة.. أما الخلايا الجذعية، فهي خلايا قادرة على الانقسام والتمايز إلى خلايا عاملة ناضجة.

## مصدر الخلية السلفية
تمر الخلايا الجذعية، بنوعين من الانقسام الخلوي:
- ينتج عن (الانقسام المتساوي)، نوعان متشابهان من الخلايا الوليدة التي تمتلك خصائص الخلايا الجذعية.
- بينما ينتج عند (الانقسام غير المتساوي)، خلية جذعية واحدة، وخلية سلفية ذات قدرة محدودة على التجدد الذاتي.

تمر الخلايا السلفية، بمراحل عديدة من الانقسام الخلوي، وذلك قبل ان تتمايز وتصبح خلية بالغة.. ويعتقد العلماء بأن الفروقات الجزيئية بين الانقسام المتساوي، وغير المتساوي، تكمن في اختلاف طرق فصل الغشاء البروتيني في الخلايا الوليدة.

## ماهي الخلية السلفية
في سياق الخلايا البيولوجية، تكون الخلايا السلفية متشابهة، ولكنها أكثر تحديداً من الخلايا الجذعية، ويمكن أن تتمايز إلى خلية مستهدفة محددة عند الحاجة.
- يمكن لخلايا السلف تقسيم وتمييزها إلى أنواع محددة من الخلايا فقط بعدد محدود من المرات.
- تُعرف قدرة الخلايا السلف على الانقسام والتمييز إلى أنواع قليلة من الخلايا باسم قلة القلة.
- معظم الخلايا السلف تحدث في مرحلة نائمة والتي تنطوي على عدد أقل من أنشطة أنسجتها.
- تعتبر الخلايا الجذعية الوعائية كنوع من الخلايا السلفية التي يمكن أن تنقسم وتميز في كلا النوعين من الخلايا؛ العضلات البطانية وسلس.
- تعتبر الخلايا السلفية هي المرحلة البالغة من الخلايا الجذعية، لكنها تعيش في مرحلة من التمايز الإضافي.

## ماهو الفرق بين الخلايا السلفية، والخلايا الجذعية؟[5]
| الخلايا السلفية | الخلايا الجذعية |
| --- | --- |
| الخلايا السلفية هي خلايا بيولوجية يمكنها أن تنقسم وتتمايز إلى أنواع محددة من الخلايا، على غرار نوع أكثر تحديدًا من الخلايا الجذعية. | الخلايا الجذعية هي خلايا غير متمايزة لها القدرة على مزيد من التمايز وتتطور إلى خلايا متخصصة وتنمو إلى أجل غير مسمى.                                  |
| تشمل خلايا السلف خلايا السلف العضلي، وخلايا السلف المتوسطة، والخلايا اللحمية، وخلايا السلف السمحاق، وخلايا السلف البنكرياس.        | تشمل الخلايا الجذعية أربعة أنواع رئيسية مثل الخلايا الجذعية البالغة، والخلايا الجذعية الجنينية، والخلايا الجذعية الجنينية والخلايا الجذعية المستحثة. |

## الخصائص
الخلايا سلفيه هي خلايا محدودة القدرة "Oligopotient" أي أنها قادرة على الانقسام والتمايز إلى أنواع محددة من الخلايا. وهي تشبه في ذلك الخلايا الجذعية البالغة، لكن الخلايا بطيخه تعتبر في مرحلة أكثر تقدما في التخصيص فهي في المنتصف بين الخلايا الجذعية غير المتخصصة الكاملة القدرة والخلايا المتخصصة. وقدرة هذه الخلايا «الخلايا بطيخه» تعتمد على عاملين أساسين هما الخلية الجذعية الأم وبيئة الانقسام. وكالخلايا الجذعية فأغلبية الخلايا بطيخه تشكل مستعمرات بعد الانقسام وعند ظهور الظروف المناسبة تساهم في انقسامها وتطورها ونموها للنسيج المخصص المطلوب. وبالمقابل ظهر في بعض الأبحاث ان الخلايا بعد عزلها تستطيع الهجرة عبر الأنسجة إلى النسيج المحتاج للتجديد. معظم خصائص الخلايا بطيخه مشتركة مع الخلايا الجذعية البالغة، لكن ما زال هناك جدل لأن الخلايا الجذعية الجنينية لها القدرة كاملة حيث بإمكانها الانقسام والتمايز إلى أنماط خلوية متنوعة والتي تكون الجنين. وقدرتها أيضا على تجديد نفسها بشكل مستمر.
الخلايا بطيخه
هي خلايا غير متمايزة موجود في الأنسجة المتمايزة في جسم البالغ لها القدرة على الأنقسام والتجديد لتعمل كأداة لتصليح التالف من النسيج أو العضو والتي تسكن بين خلاياه الأخرى المتخصصة. بالإضافة انها تعمل على بقاء بعض الأعضاء من خلال تجديد الخلايا كخلايا الجلد والبطانة السبيل المعوي والدم.وقد توجد هذه الخلايا أيضًا في النسيج البنكرياسي للجنين.
| -                                             | الخلايا الجذعية              | الخلايا بطيخه                                           |
| --------------------------------------------- | ---------------------------- | ------------------------------------------------------- |
| قدرتها على التجدد داخل الكائن الحي (in vivo)  | غير محدودة                   | محدودة                                                  |
| قدرتها على التجدد خارج الكائن الحي (in vitro) | غير محدودة                   | محدودة                                                  |
| استمرارية القدرة                              | متعددة القدرة (pluripotent   | احاديه القدرة (unipotent) أو محدودة القدرة (oligopotent |
| قدرتها الكامنة                                | نعم                          | لا                                                      |
| عددها (population)                            | تصل إلى أقصى عدد قبل التمايز | لاتصل اقصاها قبل التمايز                                |

## الوظيفة الحيوية
هي خلايا توجد بين الخلايا الأخرى التي تحولت إلى أنماط خلوية أخرى ضمن النسيج وتكون في حالة سكون أو نشاط خفيف ويتم تنشيط هذه الخلايا بعوامل النمو (growth factor) أو السايتوكينات (cytokines) وهي مواد تقوم بتحفيز الخلايا للانقسام وتحفيزها للهجرة إلى الأنسجة التالفة والتي هي بحاجة للتجديد. وفي هذه الأثناء تقوم الخلايا السلفية بالتمايز استعدادا لأداء وظيفتها.

## الأمثلة
هناك بعض الخصائص التي تميز الخلايا السلفية والتي منها نستطيع عزلها عن غيرها من الخلايا. وتعتمد على إشارات خلوية (cell marks) عوضا عن الشكل الخلوي
•	Satellite cells : الموجودة في العضلات والتي تلعب دور هام في تكوين خلايا العضلات وتعويض التالف منها
•	خلايا النخاع العظمي,الخلايا القاعدية للنسيج التحت بشري يحوي على 10% من الخلايا السلفية، بالرغم من انها تصنف كخلايا جذعية نتيجة قدرتها العالية والمستمرة في التجدد الذاتي.
•	السمحاق : يحتوي على خلايا سلفية والتي تتمايز إلى خلايا عظمية وخلايا غضروفيه

•	الخلايا السلفية البنكرياسية من أكثر دراسات الخلايا السلفية والتي تعنى باكتشاف علاج لمرض السكري من النوع الأول.
•	الخلايا السلفية الوعائية Angioblasts or Endothelial: مهمة جدا للابحاث حول الكسور والتئام الجروح.

## تطور قشرة المخ البشرية
قبل اليوم الأربعين من الحياة الجنينية تقوم الخلايا السلفية بإنتاج خلايا سلفية أخرى مماثلة لها. بعد هذه الفترة تقوم هذه الخلايا بإنتاج خلايا أخرى مختلفة، الخلية السلفية الواحدة تنتج عدد من الوحدات والتي بدورها تصنع العمود القشري. هذا العمود يتكون من عدة خلايا عصبية متنوعة ذات أشكال مختلفة.